# Elatostema baruringense
Elatostema baruringense är en nässelväxtart som beskrevs av Adolph Daniel Edward Elmer. Elatostema baruringense ingår i släktet Elatostema och familjen nässelväxter. Inga underarter finns listade i Catalogue of Life.